# Acmispon
Genre
Synonymes
- Lotus L.
- Ottleya D. D. Sokoloff
- Syrmatium Vogel[2]

Acmispon est un genre de plantes à fleurs dicotylédones de la famille des Fabaceae, sous-famille des Faboideae, originaire d'Amérique du Nord et d'Amérique du Sud, qui comprend une trentaine d'espèces acceptées.

## Liste d'espèces
Selon The Plant List (6 décembre 2018) :
- Acmispon americanus (Nutt.) Rydb.
- Acmispon argophyllus (A. Gray) Brouillet
- Acmispon argyreus (Greene) Brouillet
- Acmispon brachycarpus (Benth.) D.D.Sokoloff
- Acmispon cytisoides (Benth.) Brouillet
- Acmispon dendroideus (Greene) Brouillet
- Acmispon denticulatus (Drew) D.D.Sokoloff
- Acmispon distichus (Greene) Brouillet
- Acmispon flexuosus (Greene) Brouillet
- Acmispon glabrus (Vogel) Brouillet
- Acmispon grandiflorus (Benth.) Brouillet
- Acmispon greenei (Wooton & Standl.) Brouillet
- Acmispon haydonii (Orcutt) Brouillet
- Acmispon heermannii (Durand & Hilg.) Brouillet
- Acmispon intricatus (Eastw.) Brouillet
- Acmispon junceus (Benth.) Brouillet
- Acmispon maritimus (Nutt.) D.D.Sokoloff
- Acmispon mearnsii (Britton) Brouillet
- Acmispon micranthus (Torr. & A. Gray) Brouillet
- Acmispon nevadensis (S. Watson) Brouillet
- Acmispon niveus (S. Watson) Brouillet
- Acmispon nudatus (Greene) Brouillet
- Acmispon oroboides (Kunth) Brouillet
- Acmispon parviflorus (Benth.) D.D.Sokoloff
- Acmispon procumbens (Greene) Brouillet
- Acmispon prostratus (Nutt.) Brouillet
- Acmispon rigidus (Benth.) Brouillet
- Acmispon rubriflorus (Sharsm.) D.D.Sokoloff
- Acmispon strigosus (Nutt.) Brouillet
- Acmispon subpinnatus (Lag.) D.D.Sokoloff
- Acmispon utahensis (Ottley) Brouillet
- Acmispon wrangelianus (Fisch. & C.A.Mey.) D.D.Sokolof
- Acmispon wrightii (A. Gray) Brouillet